# Ed Sheeran
Edward Christopher Sheeran MBE (Halifax, 17 de fevereiro de 1991), mais conhecido como Ed Sheeran, é um cantor, compositor, produtor musical e ator britânico.
No início de 2012, Sheeran lançou um extended play independente, que chamou a atenção de Elton John e Jamie Foxx. Ele, em seguida, assinou contrato com a Asylum Records. Seu álbum de estreia, + (plus) (2011), contendo os singles "The A Team", "You Need Me, I Don't Need You", "Lego House" e "Drunk" foi disco de platina quíntuplo no Reino Unido. Em 2012, ele ganhou dois Brit Awards para Melhor Artista Solo Britânico Masculino e Breakthrough Act britânico. "The A Team" ganhou o prêmio Ivor Novello de Melhor Canção Musicalmente e liricamente. Em 2014 ele foi nomeado para Best New Artist na 56ª Annual Grammy Awards.
A popularidade de Ed Sheeran no exterior se expandiu em 2012, nos Estados Unidos, ele fez uma aparição no quarto álbum de estúdio de Taylor Swift, e escreveu canções para o grupo One Direction. Ele passou grande parte de 2013 em turnê na América do Norte, como o ato de abertura para a Red Tour de Taylor Swift. No outono de 2013, Sheeran realizou três shows esgotados no Madison Square Garden, em Nova York (com Swift fazendo uma aparição na segunda noite).
Seu segundo álbum de estúdio intitulado X (multiply) ,de 2014, chegando ao número um na UK Albums Chart e na Billboard US 200. Foi nomeado para Álbum do Ano na 57ª Annual Grammy Awards. Como parte de sua turnê mundial X, Sheeran realizou três concertos no Estádio de Wembley, em Londres, em Julho de 2015, o seu maior show solo até a data.
Em 2017, Sheeran lança o seu terceiro álbum de estúdio, ÷ (divide), alcançando um estrondoso sucesso comercial, principalmente no seu país natal, com o LP e com um dos singles, "Shape of You", que se manteve no primeiro lugar das tabelas de singles do Reino Unido e dos EUA, entre vários outros países. Com isto, Sheeran se tornou no artista mais bem-sucedido comercialmente no Ocidente durante o primeiro trimestre de 2017. Lançado em 2019, seu quarto álbum geral e primeiro álbum colaborativo, No.6 Collaborations Project, estreou em primeiro lugar na maioria dos principais mercados e gerou três singles número um no Reino Unido, "I Don't Care", "Beautiful People" e "Take Me Back to London". Seu quinto álbum de estúdio, = (Equals), liderou as paradas na maioria dos principais mercados em 2021. Seu sexto álbum, − (Subtract), foi lançado em 5 de maio de 2023, enquanto seu sétimo álbum, Autumn Variations, foi lançado em 29 de setembro de 2023 sob sua própria gravadora, Gingerbread Man Records.
Em 2024, a Billboard colocou Sheeran no 24.º posto da sua lista das 25 maiores estrelas pop do período 2000-2024.

## Início da vida
Sheeran nasceu em Hebden Bridge perto de Halifax, West Yorkshire, mas mudou-se para Framlingham, Suffolk quando era criança. Seu pai, John Sheeran, é um curador de arte e conferencista. Sua mãe, Imogen Lock, é uma publicitária e designer de joias. Seus pais tinham a consultoria de arte independente, Sheeran Lock, de 1990 a 2010. Sheeran, é mais novo dos dois meninos, tem um irmão mais velho, Matthew, que é um compositor de música clássica e estudante de pós-graduação em música.
Os avós paternos de Sheeran eram irlandeses, de Maghera e North Wexford. Ele foi criado como um católico romano. Ele cantou no coro da igreja local a partir de quatro anos de idade, aprendeu a tocar guitarra em uma idade muito jovem, e começou a escrever músicas durante seu tempo em Thomas Mills High School, em Framlingham. Suas memórias de infância incluem ouvir Van Morrison durante suas viagens a Londres, com seus pais e ir para um show íntimo de Damien Rice na Irlanda quando tinha onze anos. Além de Rice, ele também citou The Beatles, Bob Dylan, Nizlopi e Eminem como suas maiores influências musicais. Ele é um padroeiro da Youth Music Theatre UK. Ele foi aceito na National Youth Theatre em Londres, quando era adolescente.

## Carreira musical

### 2005–2010: Começo da carreira
Sheeran começou a gravação de música em 2005, e lançou seu primeiro EP independente, The Orange Room EP. Ele tem sido amigo do cantor e compositor britânico, Passenger, desde que ele tinha 15 anos, com os dois tocando no mesmo show em Cambridge. Ele se mudou para Londres em 2008, e começou a tocar em pequenos espaços. Ainda em 2008, ele fez um teste para a série ITV Britannia High. Ele também participou na Nizlopi em Norwich, em abril de 2008, depois de ser um dos seus técnicos de guitarra. Ele lançou outro EP em 2009, You Need Me, pouco antes de ir em turnê com o Just Jack. Em fevereiro de 2010, Ed publicou um vídeo através SB.TV, e o rapper Example convidou para sair em turnê com ele. No mesmo mês, ele também lançou seu aclamado Loose Change EP, que contou com a estreia da música - depois single - "The A Team".
Em abril de 2010, Ed comprou uma passagem para Los Angeles, sem nenhum contrato. Ele cantou noites de microfone aberto por toda a cidade, antes que ele foi visto no The Foxxhole por Jamie Foxx, que ficou tão impressionado que ofereceu a Ed o uso de seu estúdio de gravação e a cama de sua casa em Hollywood para o resto de sua estadia. Ao longo de 2010, Sheeran começou a ser visto por mais pessoas através da internet através do YouTube e sua base de fãs cresceu, também obtenção de crédito do jornal Independent, o capitão de futebol da Inglaterra Rio Ferdinand e Elton John. Ed também lançou outros dois EPs independentes em 2010, Ed Sheeran.: Live at the Bedford e Songs I Wrote with Amy, que é uma coleção de canções de amor que ele escreveu no País de Gales com a cantora e compositora Amy Wadge.
Em 8 de janeiro de 2011, Ed lançou outro EP independente, No. 5 Collaborations Project. Projeto com participações de artistas grime incluindo Wiley, JME, Devlin, Sway e Ghetts. Com este EP, Sheeran ganhou atenção da mídia por alcançar o número 2 no iTunes sem qualquer promoção ou gravadora, com uma venda de mais de 7 000 cópias em sua primeira semana. Três meses depois, Ed fez um show gratuito para fãs no Barfly em Camden Town. Mais de 1.000 fãs apareceram para ver o show, então Ed acabou tocando mais quatro shows diferentes para garantir que todos assistissem o show, incluindo um show na rua após o local ter fechado. Mais tarde, naquele mês, ele assinou com o Asylum / Atlantic Records.

### 2011–2013: Primeiro Álbum

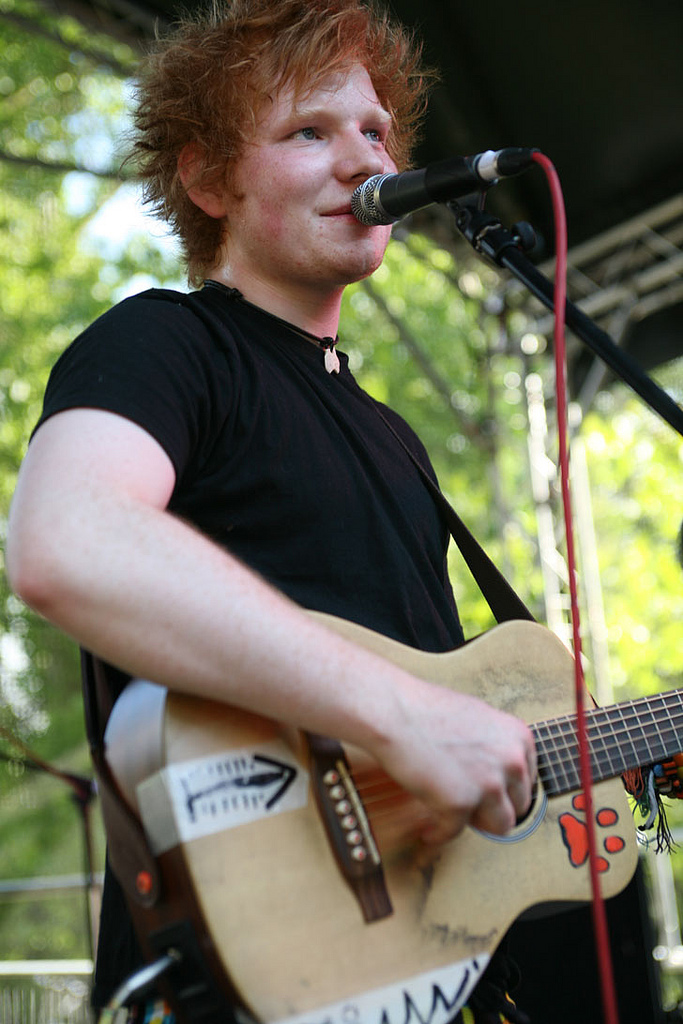
Ed Sheeran em 2010

Em 26 de abril de 2011, Ed Sheeran apareceu no programa de TV Later ... with Jools Holland, onde performou seu primeiro single "The a Team". Seis semanas depois, "The a Team" foi lançado como um download digital no Reino Unido. O lançamento serviu como o primeiro single de seu primeiro álbum de estúdio intitulado +. "The a Team" entrou no UK Singles Chart no número três, vendendo mais de 58 000 cópias na primeira semana. Foi a melhor estreia de venda solo e o oitavo single melhor venda global de 2011, vendendo 801 mil cópias. O primeiro single também se tornou um hit top dez na Austrália, Alemanha, Irlanda, Japão, Luxemburgo, Nova Zelândia, Noruega e Países Baixos. Durante uma manchete apresentada na BBC no Glastonbury Festival 2011, Ed anunciou que "You Need Me, I Don't Need You" seria lançado em 26 de agosto como o segundo single do álbum. O segundo single chegou ao número quatro no UK Singles Chart. "Lego House" foi lançado como o terceiro single, alcançando o top dez em australianos, irlandês, escocês, Nova Zelândia Singles Charts, Bélgica Ultratop 50 e o Ultratop Wallonia. "Drunk", lançado em 19 de fevereiro de 2012, tornou-se do quarto consecutivo top 10 single no Reino Unido, atingindo um máximo de número nove. Em 25 de novembro de 2011, Ed Sheeran se apresentou no Hallenstadion em Zurique quando Gary Lightbody, o vocalista do Snow Patrol, o convidou para colaborar com a banda. Em 9 de janeiro de 2012, o Snow Patrol anunciou suas atrações da turnê norte-americana tendo Ed Sheeran como suporte principal.
Sheeran colaborou com a americana Taylor Swift em seu álbum Red na faixa co-escrita por Ed, "Everything Has Changed", lançado em outubro de 2012 e nomeado álbum do ano no Grammy Award em 2014. Ed colaborou novamente com o grupo One Direction no álbum Take Me Home nas faixas "Over Again" e "Little Things". Sheeran foi o ato de abertura da Red Tour de Taylor Swift em 64 concertos. Ele também participou no álbum de Lupe Fiasco Tetsuo & Youth. Sheeran foi novamente nomeado ao Grammy na categoria de "Best New Artist".

### 2014–2016:x e sucesso internacional
Sheeran participou da trilha sonora do filme O Hobbit: A Desolação de Smaug com a canção "I See Fire". Seu segundo álbum x (Multiply) foi lançado em 23 de junho de 2014 no Reino Unido e nos Estados Unidos e Londres, pela Asylum Records e Atlantic Records.

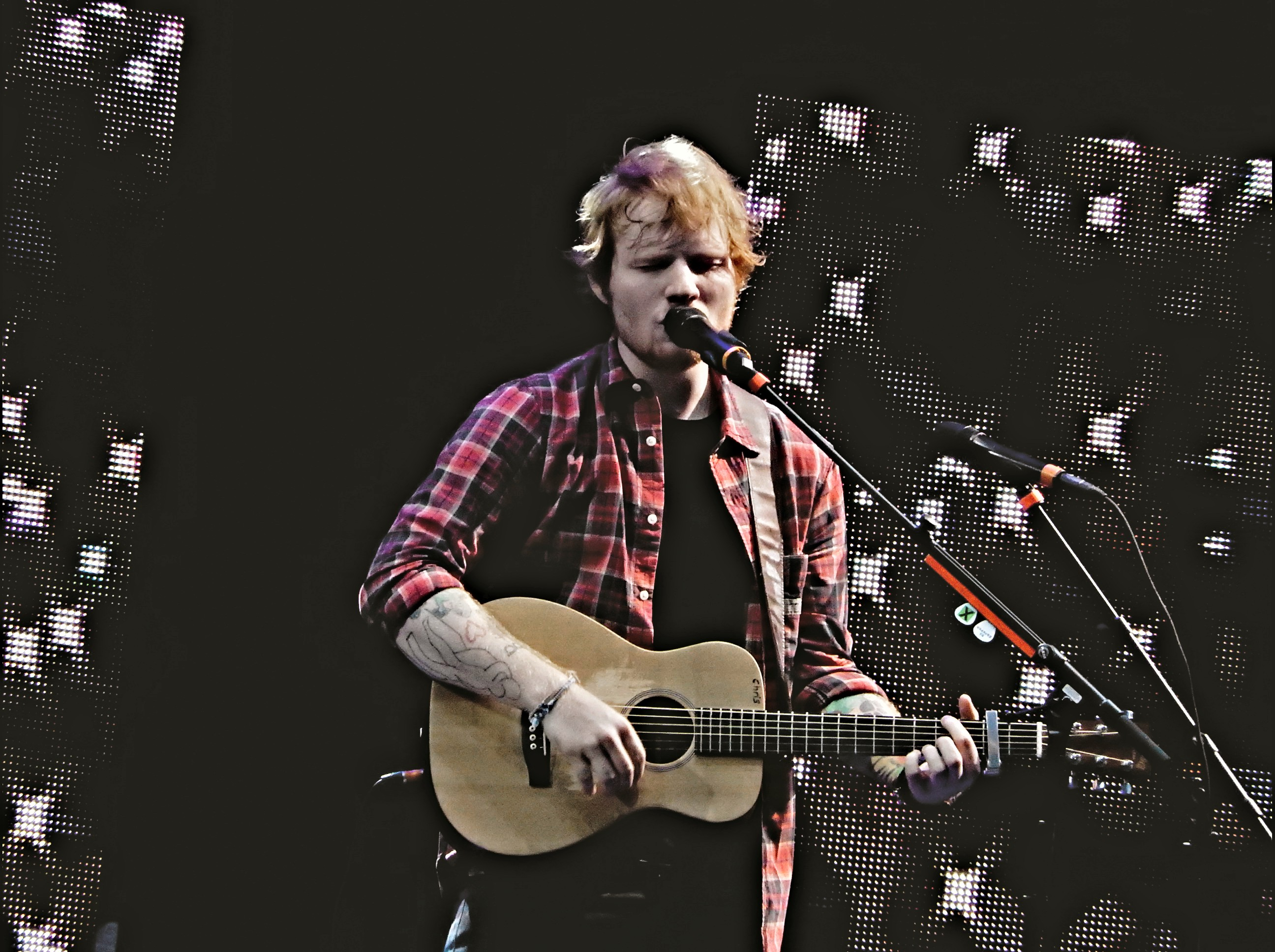
Sheeran atuando no V Festival em 2014

O álbum recebeu críticas positivas dos críticos de música. Foi um sucesso internacional na sua primeira semana de vendas, chegando ao número um em doze países, atingindo o topo tanto no UK Albums Chart quanto na Billboard 200, e alcançando o top 5 em onze outros países. Quatro singles foram lançados do álbum, "Sing", "Don't", "Thinking Out Loud" e "Photograph". Além do single promocional "Bloodstream" O primeiro, "Sing", foi um grande sucesso internacional e se tornou o primeiro single número um de Sheeran no Reino Unido, e o segundo a entrar no top 20 da Billboard Hot 100 (atingindo o número 13). O segundo single do álbum, "Don't", também foi um sucesso mundial, atingindo o número 8 no Reino Unido, e tornou-se também o primeiro pico de Sheeran no top 10 da Hot 100, atingindo o número 9. "Thinking Out Loud" teve lentamente sua notoriedade, sendo o segundo single número 1 de Sheeran no Reino Unido, depois de passar 19 semanas da tabela musical. Também tornou-se o maior pico de Sheeran na tabela dos Estados Unidos, atingindo o número dois. "Photograph", também foi bem-sucedido nas paradas, chegando ao top 10 na Billboard Hot 100.
No final do ano de 2014, Sheeran anunciou a turnê "Multiply", que percorreu desde seu país natal até os países da América Latina, como Argentina, Peru, Colômbia, Chile e Brasil. Em dezembro de 2014, Spotify nomeou x o álbum mais transmitido no mundo para 2014, acumulando mais de 430 milhões de streams em todo o ano. × foi indicado ao prêmio de Álbum do Ano no Grammy Awards de 2015. Sheeran cantou "Thinking Out Loud" ao lado de John Mayer, Questlove e Herbie Hancock na cerimônia.  Em 25 de fevereiro, Sheeran ganhou o prêmio de Artista Solo Masculino Britânico e Álbum Britânico do Ano por × no Brit Awards de 2015. Em maio, ele recebeu o Prêmio Ivor Novello de Compositor do Ano.
Em 2015, Sheeran escreveu "Love Yourself" para o quarto álbum de Justin Bieber. Sheeran havia planejado inicialmente colocar a música em seu terceiro álbum e acrescentou que a faixa teria sido descartada antes de Bieber pegar a música.  Em 26 de setembro, Sheeran se apresentou no Global Citizen Festival de 2015 no Great Lawn do Central Park em Nova York, um evento organizado pelo vocalista do Coldplay, Chris Martin. Sheeran foi a atração principal do festival junto com Beyoncé , Coldplay e Pearl Jam. O festival foi transmitido pela NBC nos EUA em 27 de setembro e pela BBC no Reino Unido em 28 de setembro.  Seu single, "Thinking Out Loud", lhe rendeu dois prêmios Grammy na cerimônia de 2016: Canção do Ano e Melhor Performance Pop Solo.  Em maio de 2016, × foi nomeado o segundo álbum mais vendido em todo o mundo em 2015, atrás de 25 de Adele.

### 2017–2018:÷e Recordes de vendas
Em 13 de dezembro de 2016, após um hiato de um ano e uma pausa nas redes sociais, Sheeran tuitou uma foto e mudou seu Twitter, Facebook e Instagram para um azul claro, sugerindo o lançamento de um novo álbum - cada um dos álbuns anteriores de Sheeran tinha um fundo de cor única com um símbolo matemático sólido. As primeiras duas canções do terceiro disco de Sheeran, ÷ (Divide), "Shape of You" e "Castle on the Hill", foram lançadas simultaneamente na madrugada de 6 de janeiro de 2017, simbolizando a volta de um recesso do artista durante o ano de 2016, Ambos os singles quebraram o recorde de streaming do primeiro dia do Spotify , com um total combinado de mais de 13 milhões de streams em 24 horas. Em 13 de janeiro, "Shape of You" e "Castle on the Hill" entraram na parada de singles do Reino Unido em primeiro e segundo lugar, a primeira vez na história que um artista assumiu as duas primeiras posições da parada do Reino Unido com novas músicas. Ele também participou em breves atuações na TV em Game of Thrones e The Bastard Executioner.

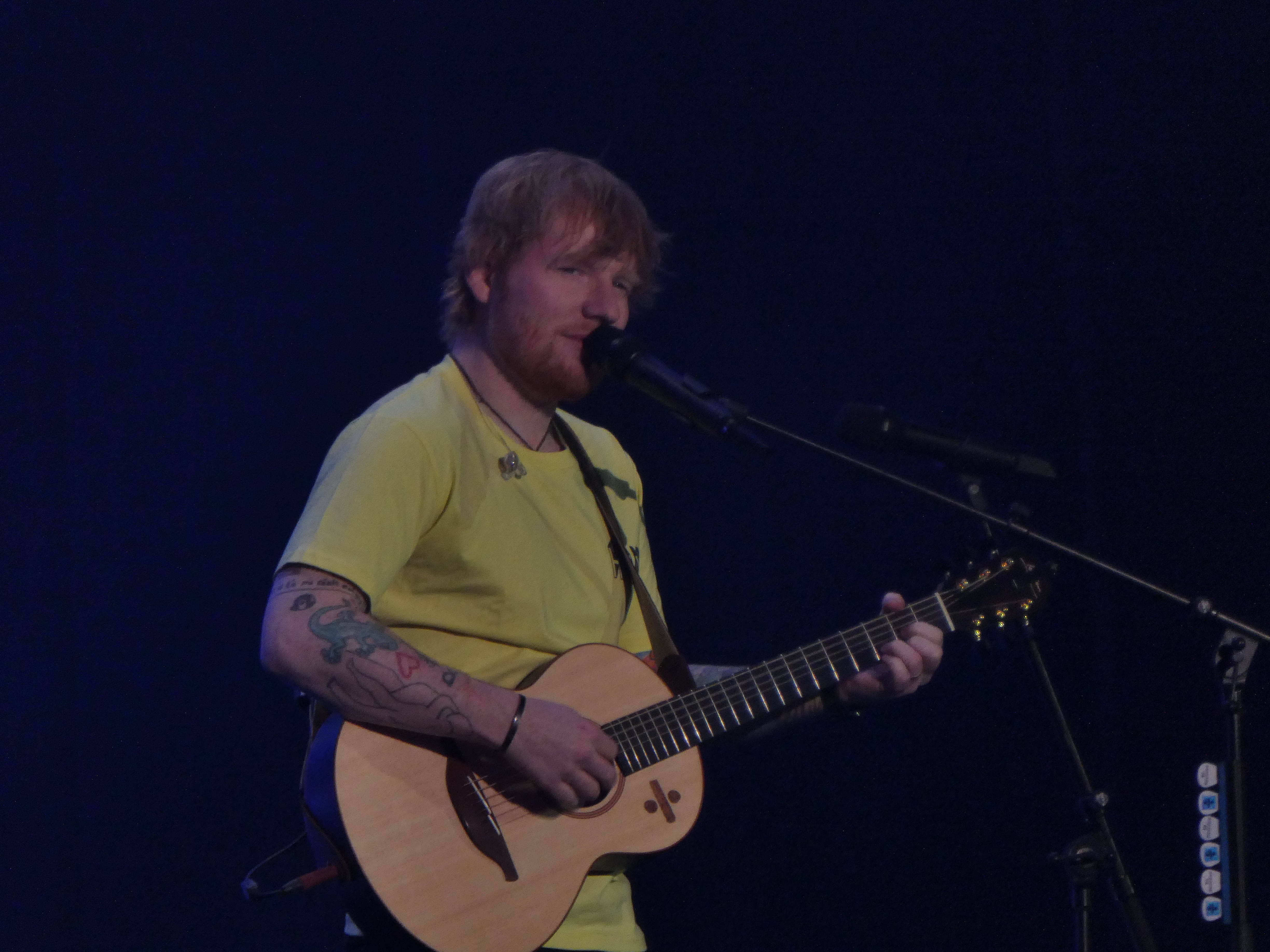
Sheeran em Minneapolis, 2018

O álbum estreou em primeiro lugar no Reino Unido, EUA, Alemanha, Austrália, Canadá e outros mercados importantes.  Com vendas na primeira semana de 672.000, sendo o álbum mais vendido por um artista solo masculino no Reino Unido e o terceiro mais rápido na história das paradas do Reino Unido, atrás de 25 de Adele eBe Here Now do Oasis. No Reino Unido, o álbum ÷ (Divide) respondeu por mais de 10% das vendas de CDs desde o seu lançamento na região, em março de 2017. Segundo a consultoria Kantar, 25% das pessoas que compraram o disco de Sheeran não haviam adquirido um CD no último ano. Por isso, analistas consideram o cantor uma "luz no fim do túnel" para a indústria fonográfica britânica, já que ele foi capaz de mobilizar 250 mil novos compradores de volta para o mercado da mídia física.
Em 26 de janeiro, Sheeran anunciou as datas para o início da Divide Tour com shows na Europa, América do Sul e América do Norte de 17 de março a 14 de junho de 2017. Em 25 de junho, Sheeran foi a atração principal da noite final de Glastonbury, se apresentando para 135.000 pessoas.  No MTV Video Music Awards de 2017, Sheeran foi nomeada Artista do Ano. O quarto single de ÷, "Perfect", alcançou o número um no Reino Unido e na Austrália, e uma versão acústica simplificada da música intitulada "Perfect Duet", uma colaboração com Beyoncé, alcançou o número um nos EUA e no Reino Unido,  tornando-se o número um do Natal no Reino Unido do ano.
Em 4 de dezembro, Sheeran foi nomeado o artista mais transmitido do Spotify em 2017, com 6,3 bilhões de transmissões. Ele tem o maior álbum do Spotify do ano com ÷ transmitido 3,1 bilhões de vezes e a melhor música com "Shape of You" com 1,4 bilhão de transmissões. Em 3 de janeiro de 2018, "Shape of You" foi nomeado o single mais vendido de 2017 no Reino Unido, e o single mais vendido de 2017 na Billboard Hot 100 nos EUA. No mesmo dia, ÷ foi nomeado o álbum mais vendido de 2017 no Reino Unido, e nos EUA. Como o artista mais vendido em todo o mundo em 2017, a Federação Internacional da Indústria Fonográfica (IFPI) o nomeou o Artista Global de Gravação do Ano.  No Brit Awards de 2018, realizado na O2 Arena em Londres em 21 de fevereiro, Sheeran cantou "Supermarket Flowers" e recebeu o Global Success Award de Elton John e do guitarrista dos Rolling Stones, Ronnie Wood. Sheeran tocou para mais de 950.000 pessoas na Austrália e Nova Zelândia em março e abril, tornando-se a maior turnê de concertos da história da música da Australásia, ultrapassando o recorde anterior estabelecido pelo Dire Straits em 1986. Em abril, a IFPI nomeou ÷ o álbum mais vendido em todo o mundo de 2017.
Em 28 de agosto de 2018 é lançado seu primeiro documentário "Songwriter", disponível na Apple Music dirigido por Murray Cumminhgs, mostra detalhadamente os processos envolvidos nas composições de algumas músicas de seu terceiro álbum (÷Divide), com vídeos caseiros, até então, nunca antes vistos.

### 2019-2022:No.6 Collaborations Project e =

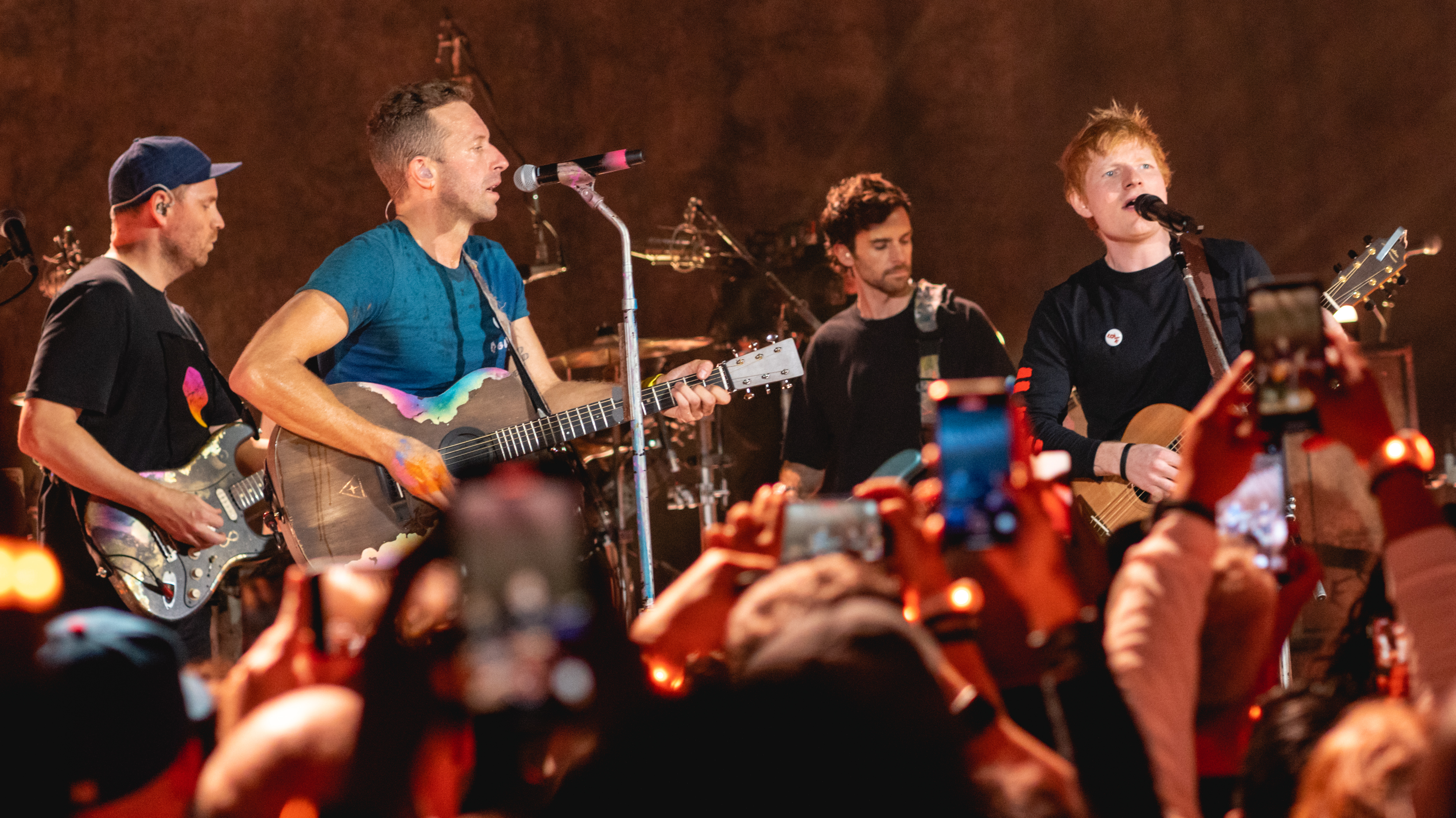
Sheeran ao lado do Coldplay em 2021

Em maio de 2019, Sheeran lançou dois singles: "I Don't Care" (com Justin Bieber) e "Cross Me" (com os rappers americanos Chance the Rapper e PnB Rock). Ambos deram início a produção de seu quarto álbum de estúdio, uma compilação de parcerias com diversos artistas chamado de No.6 Collaborations Project. Lançado dois meses depois, o material ainda trouxe artistas como Bruno Mars, Eminem, 50 Cent, Camila Cabello, Cardi B, Travis Scott, entre outros.
Em dezembro de 2019, Sheeran foi nomeado artista da década pela Official Charts Company por ser o artista de maior sucesso nas paradas de álbuns e singles do Reino Unido na década de 2010.  Oito de suas canções apareceram na parada da década da Official Chart Company, com três canções dentro do top 5, sendo "Shape of You" a número um. Seus quatro álbuns passaram um total de 41 semanas em primeiro lugar no Reino Unido, o maior número de semanas em primeiro lugar na década de 2010 e cinco semanas a mais que Adele em segundo. 
Em 21 de dezembro de 2020, após um hiato após ter seu primeiro filho com Cherry Seaborn em agosto, ele lançou o single surpresa, "Afterglow". Em 25 de junho de 2021, Sheeran lançou "Bad Habits", o single principal de seu próximo quinto álbum de estúdio. Seu décimo single número um no Reino Unido, a música passou onze semanas consecutivas no topo do UK Singles Chart e do Irish Singles Chart, liderou as paradas na Austrália, Canadá e Alemanha, entre outros, e alcançou o número dois na Billboard Hot 100 nos EUA.
Em 19 de agosto, Sheeran anunciou que seu quinto álbum de estúdio, = (Equals), seria lançado em 29 de outubro de 2021. A capa foi pintada por ele durante o primeiro bloqueio do COVID-19 e é baseada nas mudanças que sua vida teve nos últimos quatro anos, incluindo casamento, ter um filho e perder amigos. O single "Visiting Hours" foi lançado junto com o anúncio. Lançado em 10 de setembro, "Shivers" destronou "Bad Habits" no topo das paradas de singles do Reino Unido e da Irlanda. Em 29 de novembro de 2021, Sheeran e Elton John lançaram "Merry Christmas", um single de dueto para caridade. odos os lucros do Reino Unido com a música foram para a Ed Sheeran Suffolk Music Foundation e a Elton John AIDS Foundation.
Em 11 de fevereiro de 2022, Sheeran lançou uma versão em dueto de "The Joker and the Queen" com Taylor Swift. Em 4 de março, ele participou de "Bam Bam", colaborando pela segunda vez com Camila Cabello. Mais tarde naquele mês, ele colaborou com o cantor colombiano J Balvin nos singles "Sigue" e "Forever My Love". Sheeran iniciou sua turnê +–=÷x (Mathematics Tour) em 21 de março. Em novembro, "Shivers" se tornou a 11ª música de Sheeran a atingir 1 bilhão de streams no Spotify. Ele comemorou por meio de uma postagem no Instagram, dizendo que estava atualmente filmando um videoclipe para seu próximo álbum, com lançamento previsto para o ano seguinte.

### 2023-Presente: - e Autumn Variations
Em 1 de março de 2023, Sheeran anunciou oficialmente em todas as plataformas de mídia social que seu sexto álbum de estúdio, –(Subtract), seria lançado em 5 de maio de 2023. Sheeran lançou o primeiro single do álbum, "Eyes Closed" com seu videoclipe em 24 de março de 2023. "Boat" foi lançado como o segundo single do disco em 21 de abril de 2023. O terceiro single, "Life Goes On", foi lançado em 5 de maio de 2023. 
Em agosto de 2023, Sheeran anunciou seu segundo álbum do ano, Autumn Variations, lançado em 29 de setembro de 2023. É seu primeiro álbum de estúdio do qual ele detém os direitos autorais e também o primeiro a ser lançado pela Gingerbread Man Records. 

## Estilo e Impacto Musical

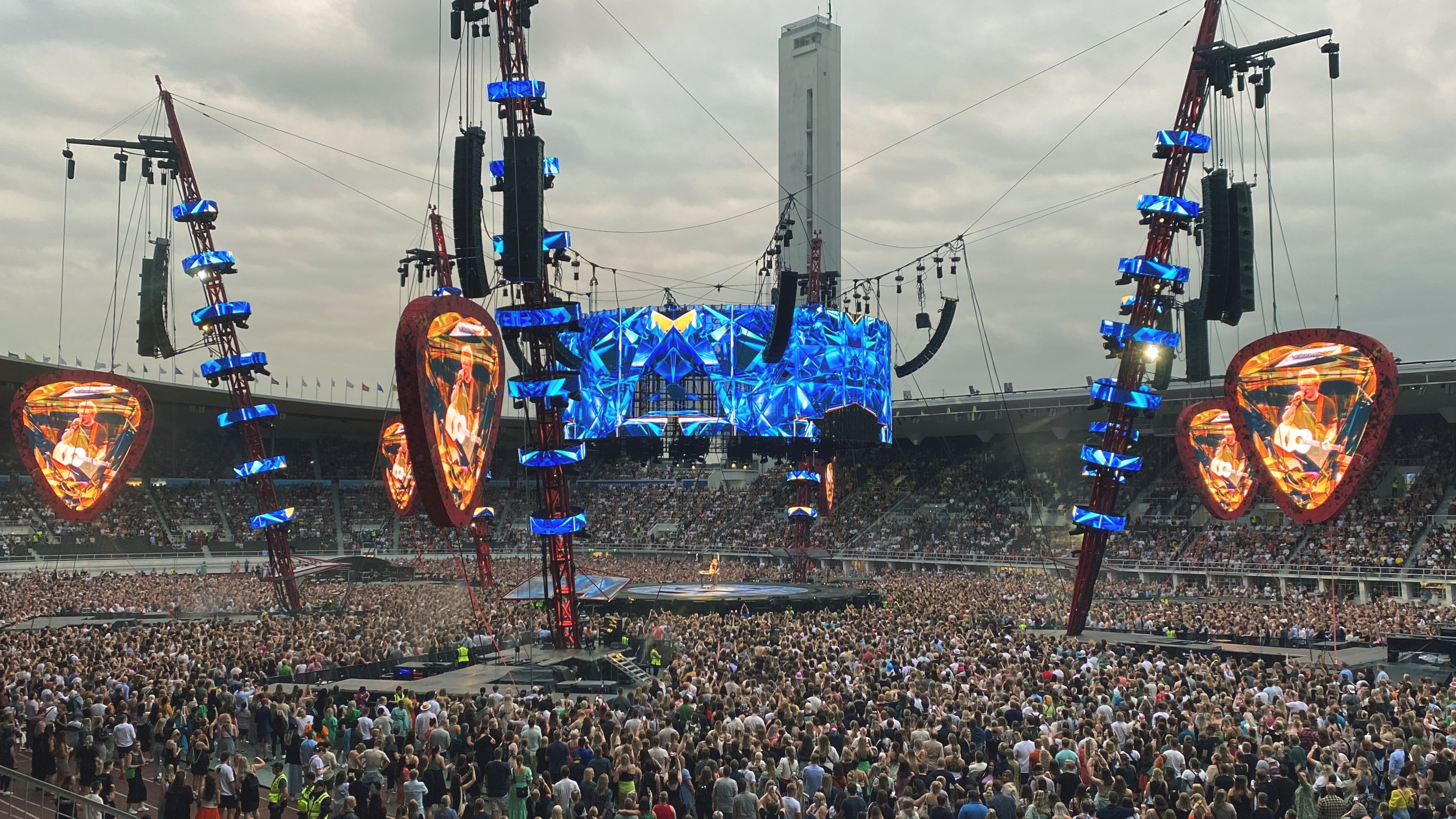
Show de Ed Sheeran em Helsinki em 2022

O estilo musical de Sheeran foi descrito como Pop, Folk-pop, e Soft rock. Sheeran também incorpora Rap em sua música. As primeiras memórias de Sheeran incluem ouvir os discos de Joni Mitchell , Bob Dylan e Elton John. De acordo com Sheeran, o álbum que o apresentou à música foi Irish Heartbeat de Van Morrison.  Durante sua infância, seu pai o levou a concertos ao vivo que inspirariam suas criações musicais. Isso incluiu ver Eric Clapton no Royal Albert Hall , Paul McCartney em Birmingham e Bob Dylan. Sobre a influência de Clapton, Sheeran afirma: "Ele é a razão pela qual comecei a tocar violão". 
Sheeran também citou os Beatles e Eminem como suas maiores influências musicais.  Ele também é fã de música mais pesada e cita bandas como Cradle of Filth, Slipknot, Korn, Marilyn Manson e Bring Me the Horizon como outras influências.  Quando adolescente, ele também tinha uma assinatura da Kerrang!. De acordo com Sheeran, ele gaguejava na fala quando era mais jovem e creditou o rap junto com o The Marshall Mathers LP de Eminem por ajudá-lo a gaguejar menos.
O jornalista musical Alexis Petridis afirmou que Ed Sheeran "trouxe o pop de volta à realidade" com seu estilo musical, apresentando-se "promovendo uma versão ainda mais austera da autenticidade discreta do Coldplay : um homem modesto, sua guitarra e um pedal de loop ". Apontando-o como "um dos artistas mais influentes" de sua geração, por ter gerado "imitadores infinitos", Petridis observou que as paradas musicais estavam "repletas de artistas parecidos com Sheeran" depois de × , descrevendo-o como "a onda de trovadores sinceros, discretos e "caras de menino " que atingiu a massa crítica.
Em 2017, a BBC o nomeou o segundo melhor artista da década, depois de Adele ,  enquanto em 2021, o The Independent disse que ele teve "uma das maiores carreiras pop desta geração". Billboard,The Financial Express ,The Brandon Sun e Arab News o citaram como um "ícone da música britânica".  Em uma pesquisa de 2023 conduzida pela plataforma O2 Priority Tickets sobre quais atos musicais, passados e presentes, os fãs de música mais gostariam de ver ao vivo, Sheeran ficou em terceiro lugar, depois do Queen e dos Beatles.

## Vida pessoal

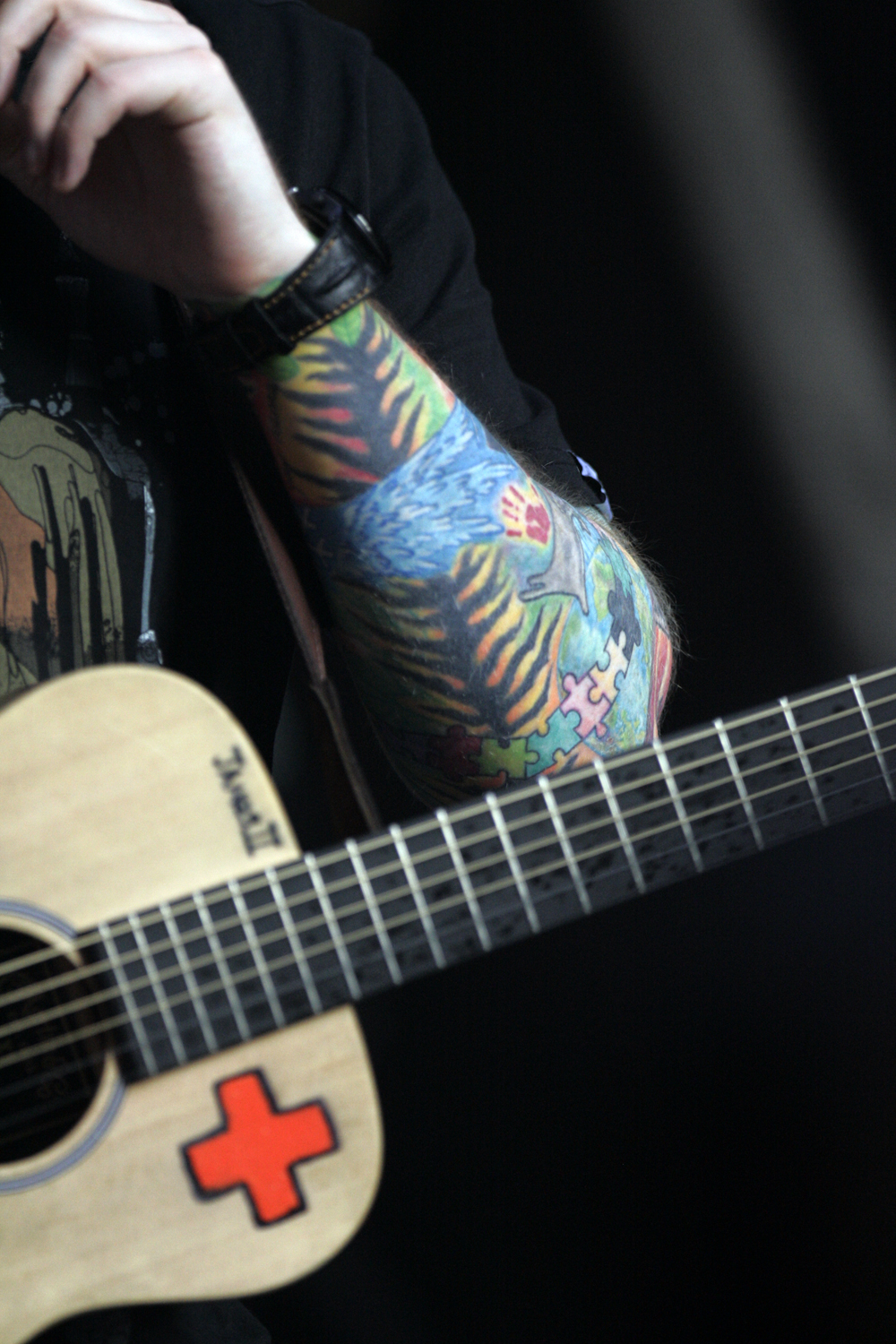
As tatuagens de Ed Sheeran estão sempre conectadas à sua família, realizações ou lembranças

No começo de 2011, após garantir contratos de gravação e publicação, Sheeran comprou e reformou uma fazenda nos arredores de Framlingham, Suffolk, onde ele foi criado. Ele declarou que, ali, esperava formar e criar uma família. Esta propriedade, à qual ele adicionou diversas edificações ao longo dos anos, foi apelidada pela imprensa de "Sheeranville". Durante o ano de 2013, Sheeran se estabeleceu entre Hendersonville, Tennessee e Los Angeles, Califórnia. Já em 2014, o artista adquiriu uma casa na região sul de Londres.
Em 2012, Sheeran e a cantora e compositora escocesa Nina Nesbitt, que participou de seu videoclipe para a canção "Drunk"), mantiveram um relacionamento, posteriormente se separando. Nesbitt é tema das canções "Nina" e "Photograph" de Sheeran, enquanto que a maior parte das canções do álbum Peroxide da artista traz Ed Sheeran como tema. Em 2014, Sheeran começou um relacionamento com Athina Andrelos, que trabalha para o chef Jamie Oliver. Ela foi a inspiração para a canção "Thinking Out Loud". Os dois terminaram sua relação em fevereiro de 2015. Ele também é amigo próximo da cantora e compositora Taylor Swift, com quem colaborou em seus álbuns Red — tanto na versão original, quanto na regravação de 2021) — e Reputation, além de em um remix da canção "The Joker and the Queen", do álbum Equals, de Sheeran.
Em julho de 2015, Ed Sheeran começou um relacionamento com sua amiga de infância e ex-colega de escola, Cherry Seaborn. Em janeiro de 2018, eles anunciaram seu noivado, e ambos se casaram um ano mais tarde. Seaborn foi a inspiração para a canção "Perfect". Em 12 de agosto de 2020, foi noticiado que o casal estava esperando seu primeiro bebê. Em 1 de setembro, Sheeran publicou no Instagram que Seaborn havia dado à luz uma menina, Lyra Antarctica Seaborn Sheeran, na semana anterior. Em 19 de maio de 2022 foi anunciado o nascimento da segunda filha do casal, Jupiter Seaborn Sheeran.
Sheeran é torcedor do seu time de futebol local, o Ipswich Town, e para a temporada 2021-22 do clube, seu uniforme foi patrocinado por sua turnê +–=÷x. Além disso, Sheeran foi incluído na lista de convocação do clube, onde recebeu o número 17. Seu acordo de patrocínio com o Ipswich Town foi renovado para a temporada 2022-23, ainda com sua turnê +–=÷x estampando os uniformes. Em agosto de 2024, Sheeran adquiriu uma participação minoritária no clube, representando o total de 1,4%. Colecionador do álbum de figurinhas da Copa do Mundo FIFA, publicado pela Panini, ele completou o álbum da Copa do Mundo de 2014. Em 7 de maio de 2017, quando participou do programa Desert Island Discs, da BBC Radio 4, Sheeran escolheu His Dark Materials, escrito por Philip Pullman como  seu livro favorito, e um suprimento vitalício de ketchup como item de luxo que levaria com ele para uma ilha deserta.
Em junho de 2015, a revista Forbes divulgou que o artista havia faturado $57 milhões nos 12 meses anteriores, o que o colocava na vigésima sétima posição da lista das celebridades mais bem pagas do mundo. Em julho de 2018, a Forbes posicionou Sheeran em nono lugar em sua lista das celebridades mais bem pagas. Um dos músicos mais ricos de acordo com a Lista de Ricos de 2019 do jornal The Sunday Times, Sheeran acumulava um patrimônio de £160 milhões (US$207 milhões) como o décimo sétimo músico mais rico do Reino Unido. O patrimônio líquido de Sheeran, em 2023, é estimado em £300 milhões.
Em 24 de outubro de 2021, Sheeran testou positivo para COVID-19, faltando menos de uma semana para o lançamento de seu quinto álbum. Em 1 de março de 2023, ele revelou que sua esposa, Cherry Seaborn, havia desenvolvido um tumor durante a gravidez, "sem tratamento possível até que ocorra o nascimento do bebê".

## Discografia
Álbuns de estúdio
- + (2011)
- × (2014)
- ÷ (2017)
- No.6 Collaborations Project (2019)
- = (2021)
- – (2023)
- Autumn Variations (2023)
- Play (2025)[86]

## Turnês
Como artista principal
- + Tour (2011–2013)
- × Tour (2014–2015)
- ÷ Tour (2017–2019)

Como ato de abertura
- Fallen Empires Tour de Snow Patrol (datas selecionadas na América do Norte) (2012)
- The Red Tour de Taylor Swift (todas as datas da América do Norte) (2013)
- Zip Code Tour de The Rolling Stones (apenas na cidade de Kansas) (2015)